# Cleja
Cleja (en hongrois Klézse) est une localité roumain dans le Județ de Bacău en Moldavie roumaine en Roumanie. La localité est entre habitée par des membres de la communauté ethnique des Csángós.

## Relation internationale
La localité a un accord de parrainage avec :
- Saint-Herblain (France)

## Personnalités liées à la localité
- Inocențiu Ioan Petraș
- Andrei Gherguț
- András Duma-István